# 3-тя танкова дивізія (Третій Рейх)
3-тя та́нкова диві́зія (Третій Рейх) (нім. 3. Panzer-Division) — танкова дивізія Вермахту в роки Другої світової війни. Брала участь у бойових діях у Польщі, Франції та на Східному фронті.

## Історія

### Формування першого танкового з'єднання
3-тя танкова дивізія була сформована 15 жовтня 1935 на базі.

## Нагороджені дивізії
З 1939 по 1945
Нагороджені дивізії
|  | Кавалери Золотого Німецького Хреста                                                                      | 140 |
|  | Кавалери Срібного Німецького Хреста                                                                      | 12  |
|  | Кавалери Лицарського хреста Залізного хреста                                                             | 47  |
|  | Кавалери Лицарського хреста Залізного хреста, удостоєних Хреста Воєнних Заслуг                           | 1   |
|  | Кавалери Почесної Відзнаки Сухопутних військ «Почесна пряжка на орденську стрічку для Сухопутних військ» | 35  |

- Нагороджені Сертифікатом Пошани Головнокомандувача Сухопутних військ (16)

## Командування

### Командири
- генерал-лейтенант Ернст Фессманн (нім. Ernst Feßmann) (15 жовтня 1935 — 30 вересня 1937);
- генерал-лейтенант, барон Лео Гайр фон Швепенбург (нім. Leo Geyr von Schweppenburg) (1 жовтня 1937 — 26 вересня 1939);
- генерал-майор Горст Штумпф (нім. Horst Stumpff) (27 вересня — 14 грудня 1939), ТВО;
- генерал-лейтенант, барон Лео Гайр фон Швепенбург (15 грудня 1939 — 14 лютого 1940);
- генерал-майор Горст Штумпф (14 лютого — вересень 1940);
- генерал-майор Фрідріх Кюн (нім. Friedrich Kühn) (вересень — 3 жовтня 1940), ТВО;
- генерал-майор Горст Штумпф (4 жовтня — 14 листопада 1940);
- генерал-лейтенант Вальтер Модель (нім. Walter Model) (15 листопада 1940 — 21 жовтня 1941);
- генерал-майор Герман Брайт (нім. Hermann Breith) (22 жовтня 1941 — 1 вересня 1942)
- оберст барон Курт фон Лібенштайн (нім. Kurt Freiherr von Liebenstein) (1 вересня — 24 жовтня 1942), ТВО;
- генерал-лейтенант Франц Вестгофен (нім. Franz Westhoven)(25 жовтня 1942 — 20 жовтня 1943);
- генерал-лейтенант Фріц Баєрляйн (нім. Fritz Bayerlein)(20 жовтня 1943 — 4 січня 1944);
- оберст Рудольф Ланг (нім. Rudolf Lang) (5 січня — 24 травня 1944);
- генерал-лейтенант Вільгельм Філліпс (нім. Wilhelm Philipps)(25 травня 1944 — 20 січня 1945);
- генерал-майор Вільгельм Зет (нім. Wilhelm Söth) (20 січня — 19 квітня 1945);
- оберст Фолькмар Шене (нім. Volkmar Schöne) (19 квітня — 8 травня 1945).

## Райони бойових дій та дислокації дивізії
- Німеччина (1935—1939);
- Польща (вересень 1939 — травень 1940);
- Франція (травень — серпень 1940);
- Німеччина (травень 1940 — червень 1941);
- Східний фронт (центральний напрямок) (червень 1941 — березень 1942);
- Східний фронт (південний напрямок) (Україна) (березень 1942 — липень 1944);
- Польща (липень 1944 — січень 1945);
- Угорщина та Австрія (січень — травень 1945).

## Бойовий склад 3-ї танкової дивізії
- 3-тя мотопіхотна бригада:
  - 3-й мотопіхотний полк
  - 3-й мотоциклетний батальйон
- 3-тя танкова бригада:
  - 5-й танковий полк
  - 6-й танковий полк
- 75-й моторизований артилерійський полк
  - 39-й полк самохідної артилерії
- 39-й інженерно-саперний батальйон
- 3-й моторизований розвідувальний батальйон
- 39-й танковий батальйон зв'язку
- 83-й інтендантський загін
- 83-й польовий батальйон

- 3-тя моторизована бригада [3.Schutzen-Brigade]:
  - 3-й моторизований полк [Schutzen-regiment 3]
  - 3-й мотоциклетний батальйон [Kradschutzen-Bataillon 3]
- 3-тя танкова бригада [Panzer-Brigade 3]:
  - 5-й танковий полк (Panzer-regiment 5)
  - 6-й танковий полк [Panzer-regiment 6]
- 75-й артилерійський полк [Artillerie-regiment 75]
- 3-й розвідувальний батальйон [Aufklarungs-Abteilung 3]
- 39-й винищувально-протитанковий дивізіон [Panzerjager-abteilung 39]
- 39-й протитанковий дивізіон (Panzerabwehr Battalion);
- 39-й саперний батальйон [Pionier-bataillon 39]
- 39-й танковий батальйон зв'язку [Nachrichten-abteilung 39]
- 83-й інтендантський загін [Nachschubdienste 83]

- 5-й танковий полк
- 3-й танко-гренадерський полк [Panzer-Grenadier-Regiment 3]
- 394-й танко-гренадерський полк [Panzer-Grenadier-Regiment 394]
- 75-й артилерійський полк
- 3-й танковий розвідувальний батальйон [Panzer-Aufklarungs-Abteilung 3]
- 314-й зенітний дивізіон [Heeres-Flak-Artillerie-Abteilung 314]
- 543-й винищувально-протитанковий дивізіон [Panzerjager-abteilung 543]
- 37-й танковий саперний батальйон [Panzer-Pionier-Bataillon 37]
- 39-й танковий батальйон зв'язку
- 83-й інтендантський загін